# Jutta Sander
Jutta Sander (* 13. Jänner 1959) ist eine österreichische Politikerin der Grünen.

## Leben
Seit 1983 ist sie in der Wiener Kommunalpolitik tätig. Von 1991 bis 2001 war sie in der 15. und 16. Wahlperiode Abgeordnete des Wiener Landtags und Gemeinderats. Seit ihrem Ausscheiden ist sie wieder auf Bezirksebene tätig und ist aktuelle stellvertretende Klubobfrau der Grünen Ottakring.